# Грегг, Форрест
Элвис Форрест Грегг (18 октября 1933 — 12 апреля 2019) — бывший игрок в американский футбол, игравший в Национальной Футбольной Лиге (НФЛ), Канадской Футбольной Лиге (КФЛ) и студенческой лиге НАСС. Оффенсив лайнмэн, участник Зала Славы Профессионального Футбола, в течение 16 сезонов, как игрок принимал участие в 6 финалах чемпионата НФЛ (5 с Грин-Бей Пэкерс) и победитель трёх Супербоулов. Завершив карьеру игрока, Грегг продолжил работу в НФЛ, как главный тренер (Кливленд Браунс, Цинциннати Бенгалс и Грин-Бей Пэкерс), а также тренировал две команды канадской футбольной лиги (Торонто Аргонавтс и Шеверпорт Пиратес)
Как игрок Грегг является 6-и кратным чемпионом НФЛ (5 раз с Грин-Бей Пэкерс и один раз с Даллас Коубойз)
Как главный тренер в 1981 году он вывел Цинцинати Бенгалс в Супербоул XVI, где они уступили Сан-Франциско Форти Найнерс, со счётом 26-21.

## Молодые годы и карьера в колледже
Форрест Грегг родился в Бертрайте, Техас и посещал Сульфур Спринг хай-скул. Он играл в студенческий футбол учась в Южном методистском университете в Далласе.

## Карьера игрока
Грегг был ключевым игроком в династии Пэкерс под руководством Винса Ломбарди. Команды выигравшей 5 чемпионатов и 2 супербоула в 1960-х. Большую часть времени он играл на позиции правого тэкла, но иногда выходил, как гард. Грегг заслужил прозвище «Железный человек», сыграв подряд в 188 играх 16-и сезонов, начиная с 1956 и до 1971. Подряд 8 лет он выбирался в сборную НФЛ (1960—1967), также он принимал участие в 9 играх Пробоул.
Грегг завершил карьеру в Даллас Коубойз, так же как его товарищ по Пэкерс, корнербэк Нерб Эддерли. Оба они помогли Далласу выиграть Супербоул VI в январе 1972 года. В течение 15 лет в Пэкерс Грегг носил номер 75,но в Далласе этот номер принадлежал Джетро Пагу, поэтому в сезоне 1971 года Грегг был с номером 79.
Винс Ломбарди называл Форреста Грегга лучшим игроком из тех, кого он когда-либо тренировал. В 1999 году Спортивные Новости назвали Грегга 28 из 100 величайших игроков в футбол. Он был назван вторым, после Рэя Ничке, из игроков тренировавшихся под руководством Ломбарди. Вторым среди оффенсив тэклс, после Энтони Муньос, и третьим среди оффенсив лайнмэнов после Муньоса и Джона Ханнаха.

## Карьера тренера
После работы ассистентом тренера в Сан Диего Чарджерс в 1973 году, в следующем году он перешёл на ту же позицию в Браунс. После отставки главного тренера Ника Скорича в 1974 году, Грегг был назначен на должность главного тренера и пробыл на этом посту до 1977 года.
Пропустив сезон 1978 года, в 1979 Грегг переезжает тренировать команду канадского футбола Торонто Аргонаутс, а в 1980 становится главным тренером Цинцинати Бенгалс, которую тренирует 4 сезона, до 1983 года. Лучший сезон, как тренера, был для Грегга 1981 год, Бенгалс показали результат 12-4в регулярном сезоне. В финале чемпионата АФЛ Бенгалс победили Сан Диего Чарджес 27-7, но уступили в Супербоул XVI Сан-Франциско Форти Найнерс, со счётом 26-21
После увольнения Берта Старра с поста главного тренера Пэкерс, в 1983, Грегг занял место бывшего товарища по команде и руководил Грин-Бэй Пэкерс с 1984 по 1987. Общий рекорд Грегга, как тренера 75 побед и 85 поражений.

## После футбола
Форрест Грегг проживал в Колорадо-Спрингс, Колорадо. В 2011 году у него была обнаружена болезнь Паркинсона.